# Un día en la vida de Marlon Bundo
Un día en la vida de Marlon Bundo es un libro infantil de 2018 escrito por Jill Twiss e ilustrado por EG Keller (seudónimo de Gerald Kelley). El libro trata de un día ficticio en la vida de Marlon Bundo, el conejo mascota en la vida real del ex vicepresidente de los Estados Unidos Mike Pence, y detalla el romance del mismo sexo entre Marlon Bundo y otro conejo llamado Wesley. Se trata de una parodia de "Marlon Bundo: Un día en la vida del Vicepresidente", otro libro infantil protagonizado por Marlon Bundo, escrito por Charlotte Pence e ilustrado por Karen Pence.
El libro, de temática pro-LGBTQ, fue escrito por Jill Twiss (aunque el propio Marlon Bundo sale atribuido como coescritor), guionista del programa de televisión Last Week Tonight con John Oliver, con el objetivo de burlarse del vicepresidente Pence por sus controvertidas opiniones anti-LGBTQ, como su supuesto apoyo a la terapia de conversión de adolescentes homosexuales y la oposición al matrimonio igualitario. Salió a la venta el 18 de marzo de 2018, un día antes del lanzamiento de "Marlon Bundo: Un día en la vida del Vicepresidente", al que parodia. La versión del audiolibro cuenta con Jim Parsons, Jesse Tyler Ferguson, Jeff Garlin, Ellie Kemper, John Lithgow, Jack McBrayer y RuPaul. Alli Brydon, editora independiente de libros infantiles, trabajó como consultora y editora. El libro fue diseñado por Andrea Miller.
El día de la publicación, John Oliver promocionó el libro en Last Week Tonight al final de un episodio dedicado principalmente a Pence y a sus posturas sobre cuestiones LGBTQ; al día siguiente se convirtió en un best-seller y en el libro y libro electrónico número 1 en Amazon. Oliver anunció que los beneficios del libro se donarían a The Trevor Project y AIDS United.

## Historia Previa

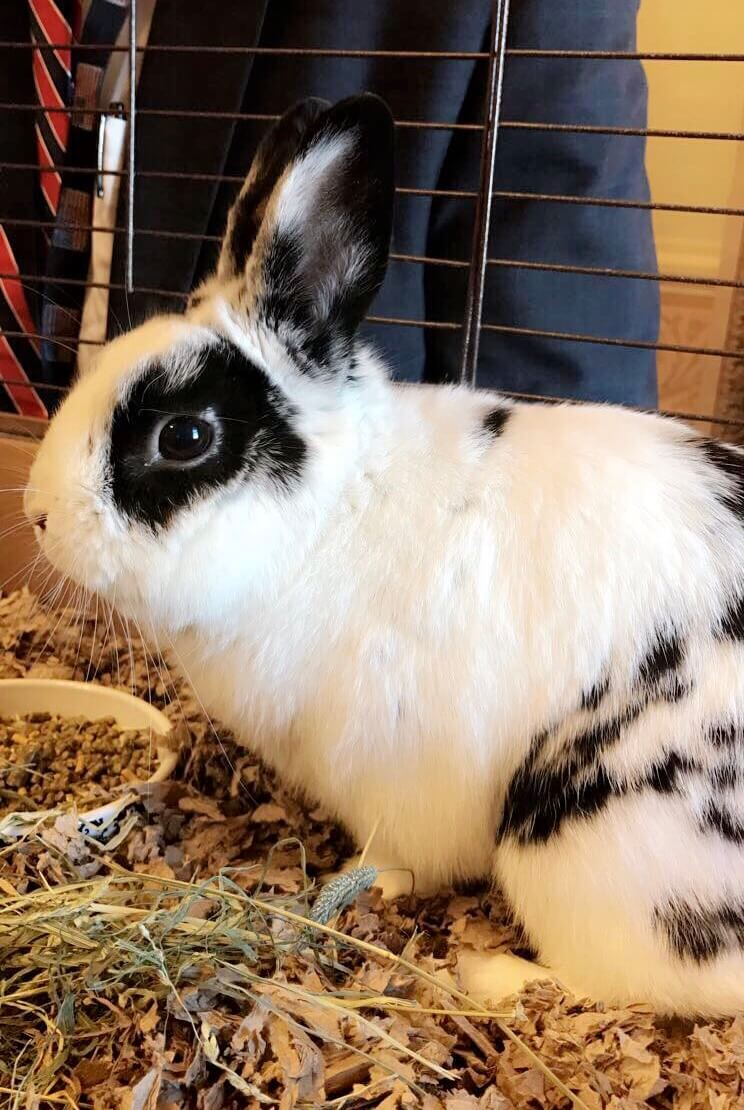
Marlon Bundo, el conejo mascota de la Familia Pence

Un día en la vida de Marlon Bundo fue conceptualizado como una parodia de Un día en la vida del vicepresidente de Marlon Bundo, un libro para niños escrito por la hija de Mike Pence, Charlotte Pence, e ilustrado por su esposa Karen Pence. Su libro también cuenta un día ficticio del conejo mascota de la familia Pence, pero sin los temas LGBTQ de Un día en la vida de Marlon Bundo. La escritora Jill Twiss declaró que se interesó por Bundo debido a su nombre. Una vez que se enteró de la existencia del libro, declaró: "Pensamos que podíamos aprovechar la oportunidad para apoyar a algunas organizaciones benéficas realmente buenas y, al mismo tiempo, esperamos publicar un libro infantil inclusivo y cariñoso". Con la ayuda de todo el equipo de guionistas de Last Week Tonight, el trabajo de Twiss se realizó en pocos meses, más rápido que el proceso normal de un libro ilustrado.
El 18 de marzo de 2018, la publicación de ambos libros se utilizó como una pieza de comedia en Last Week Tonight para dar a conocer las actitudes anti-LGBTQ declaradas por Mike Pence. John Oliver declaró que el conejo mascota de Pence era la única cosa que le gustaba de Pence, y que debido a esto, le había molestado que el Marlon Bundo de la vida real tuviera que hacer una parada en la organización anti-LGBTQ Focus on the Family durante una próxima gira promocional de libros con los Pences. Con el libro de los Pence programado para aparecer el 19 de marzo, Oliver anunció la publicación de un "mejor libro acerca de Bundo" en ese mismo momento (por lo que precede al libro de los Pence).
Según la editorial, Un día en la vida de Marlon Bundo es un cuento infantil real "sobre la igualdad matrimonial y la democracia", y no una parodia "directa" del libro de los Pence. Twiss añadió que esperaba que el libro tuviera eco entre los niños "que se sienten fuera de lugar o que tienen una familia diferente a la de sus amigos". No obstante, contiene algunas puñaladas a Mike Pence, con el personaje de Marlon Bundo afirmando que Pence "no es muy divertido" y un personaje de bicho apestoso con un peinado blanco parecido al de Pence.
Oliver adquirió dos nombres de dominio para promocionar Un día en la vida de Marlon Bundo. Según Oliver, el dominio betterbundobook.com contrasta el libro con el libro de Bundo escrito por la familia Pence y focusonthefurmily.com satiriza la organización anti-LGBTQ Focus on the Family.
En la emisión del 18 de marzo, Oliver dijo que, aparte de enviar un mensaje inclusivo, esperaba molestar a Pence por la competencia del libro de su familia y por el hecho de que Last Week Tonight está donando todos los beneficios de su libro a organizaciones favorables al colectivo LGBTQ (The Trevor Project y AIDS United).

## Trama
Marlon Bundo, un conejo blanco y negro que luce una colorida pajarita, vive en la casa del "abuelo", el vicepresidente Mike Pence. Marlon se siente solo, pero una mañana, después del desayuno, conoce a Wesley, un conejo marrón con gafas. Pasan el día juntos, saltando por el jardín y la casa. Deciden casarse, porque no quieren volver a saltar el uno sin el otro.
Marlon y Wesley se lo cuentan a sus amigos animales, que responden con entusiasmo. Pero el bicho apestoso, que está "Al mando y es importante" (y tiene un gran parecido con Mike Pence, con pelo blanco y traje y corbata), les grita que los conejos chicos solo pueden casarse con conejas chicas. Los llama diferentes y dice que lo diferente es malo. Los otros animales hablan y le dicen que cada uno de ellos es diferente a su manera. Deciden votar sobre quién es el que manda y es importante, y el bicho apestoso es expulsado. Marlon y Wesley celebran su boda, con la asistencia de sus amigos. Se van a dormir en espera de su "luna de conejo".

## Análisis
Un día en la vida de Marlon Bundo fue creado como una parodia con temas LGBTQ entrelazados con la trama. John Oliver y su equipo querían burlarse del vicepresidente pero también querían crear un libro infantil con humor para los niños que no tienen ningún interés político. Este libro fue un gesto hacia Mike Pence y contra sus creencias homófobas. Jill Twiss dijo en una entrevista que su ambición para el libro era hacer una historia sentida y también molestar a Pence. El mensaje que acompañaba a las ventas del libro era que "lo diferente es especial". Los niños que se sienten fuera de lugar pueden tener dificultades para manejar eso. Twiss esperaba que esos niños se sintieran satisfechos o contentos al leer que dos conejitos del mismo sexo se casan entre sí. El libro se posiciona en contra de las leyes y acciones contra los derechos LGBTQ. Estos temas consisten en el respeto, la aprobación y la igualdad. Este libro infantil es una forma de mostrar a los jóvenes que "el amor es para siempre y que hay que estar orgulloso de lo que uno es". El libro es una presentación para profundizar en las relaciones LGBTQ y en que "el verdadero amor siempre vencerá".

## Publicación
Un día después de su publicación, el libro superó al libro de James Comey Una lealtad superior: Truth, Lies, and Leadership para convertirse en el libro número 1 en Amazon. El libro se agotó en Amazon y la editorial del libro dijo que se apresuraba a imprimir 760.000 ejemplares más. Durante tres semanas, Un día en la vida de Marlon Bundo estuvo en la lista de libros ilustrados más vendidos del New York Times. El libro fue en su día el número uno de esa lista, mientras que el libro original Un día en la vida del vicepresidente de Marlon Bundo, escrito por Charlotte Pence, fue el séptimo de la misma lista. También encabezó las ventas de libros electrónicos, con lo que las dos versiones del libro fueron la número 1 y la número 2 en las ventas totales de libros de Amazon, siendo la edición impresa la que más se vendió de las dos. Un día en la vida de Marlon Bundo se vendió mucho mejor que el libro de Pence al que parodiaba, que ocupó el undécimo lugar en ventas de libros en Amazon en su primer día, subiendo al número 4 más tarde en la semana. En los dos primeros días se vendieron 180.000 ejemplares. Last Week Tonight no había previsto una gran demanda y la versión impresa se agotó a los dos días. Mientras se reimprimía, seguía siendo posible encargar el libro en Amazon y seguía estando disponible en versión de libro electrónico para Amazon Kindle y sus diversas plataformas. El 20 de marzo, la versión en audiolibro con las voces de Jim Parsons, Jesse Tyler Ferguson, Jeff Garlin, Ellie Kemper, John Lithgow, Jack McBrayer y RuPaul era la número 1 en Audible. El distribuidor del libro informó de que tenía 150.000 libros en reserva tres días antes de que estuviera disponible en las tiendas el 23 de marzo. El 28 de marzo, la editorial Chronicle Books informó de que tenía más de 400.000 ejemplares impresos. Los libreros independientes expresaron su decepción con Chronicle Books por su gestión del lanzamiento del libro, al ponerlo a la venta a través de Amazon antes de suministrarlo a otros minorista.

## Recepción

### Respuesta pública
La publicación suscitó un gran número de reseñas y comentarios en Amazon. La mayoría de ellos fueron positivos, aunque sólo un tercio de las reseñas fueron dejadas por compradores reales del libro. En la fecha de su lanzamiento, se dejaron varias reseñas de una estrella con comentarios negativos en la página del libro de los Pence por parte de no compradores que estaban a favor del libro de Twiss, mientras que los fans de Pence contrarrestaron con reseñas de cinco estrellas en su libro. Más tarde, ese mismo día, ya no era posible reseñar el libro de los Pence sin comprarlo y se habían eliminado las valoraciones de una estrella de los no compradores.
Las noticias sobre el libro y la controversia que suscitó fueron recogidas por los principales medios de comunicación de Estados Unidos y de todo el mundo.
En un segmento sobre el libro en The Ellen DeGeneres Show, Ellen DeGeneres lo elogió y entregó a John Oliver un cheque de 10.000 dólares de HBO para The Trevor Project, pidiendo a sus espectadores que compraran el libro para apoyar el proyecto. El creador de Will & Grace, Max Mutchnick, donó un ejemplar del libro a todas las escuelas primarias de Indiana, diciendo que quería contrarrestar el "mensaje de intolerancia" de Pence sobre los homosexuales, con la esperanza de "proporcionar modelos positivos y una historia de inclusión para los niños del estado natal de Pence".
Focus on the Family calificó el tratamiento que Oliver dio al libro de los Pence como "no sólo vicioso en el tono, sino también vulgar y vil en todos los sentidos de la palabra y la forma".
Según la Asociación Americana de Bibliotecas, el libro fue el decimonoveno más prohibido y desafiado en Estados Unidos entre 2010 y 2019, lo que significa que se solicitó su retirada de las colecciones de varias bibliotecas en varias ocasiones. El libro se situó entre los diez libros más impugnados en 2018 (2) y 2019 (3). El libro fue impugnado debido a su contenido LGBTQIA+, por "su efecto en cualquier joven que lo leyera", por la preocupación de que fuera sexualmente explícito y tendencioso, así como por sus puntos de vista políticos y religiosos.

### Reacción de Charlotte Pence y Regnery Publishing
Charlotte Pence, la hija de Mike Pence y la autora de Un día en la vida del vicepresidente de Marlon Bundo, apoyó Un día en la vida de Marlon Bundo. Publicó en Twitter una foto de ella misma y del Marlon Bundo de la vida real con una pajarita idéntica a la del libro de Jill Twiss y dijo en una entrevista televisiva: "Su libro está contribuyendo a organizaciones benéficas que creo que todos podemos apoyar... Estoy a favor". En el Instagram oficial de Marlon Bundo también se habló del libro de Twiss de forma positiva, afirmando "No voy a mentir, me veo bastante bien con pajarita. Lo único mejor que un libro de conejitos para la caridad es... DOS libros de conejitos para la caridad". La recaudación del libro de los Pence también se destinó a organizaciones benéficas, concretamente a la campaña A21, que trabaja en la lucha contra el tráfico de personas, y a Tracy's Kids, un programa de terapia artística para niños hospitalizados.
Regnery Publishing, la editorial conservadora que publicó el libro de Pence, criticó inicialmente la publicación de Un día en la vida de Marlon Bundo, diciendo que era "desafortunado que alguien sintiera la necesidad de ridiculizar un libro infantil educativo y convertirlo en algo polémico y partidista". Cuando el éxito de ambos libros se hizo patente, Regnery felicitó a John Oliver y a Chronicle Books por sus cifras de ventas, declarando: "Hay mucho para todos y, como dijo Charlotte [Pence], todos podemos estar contentos de que los ingresos vayan a una buena causa".

### Crítica
Common Sense Media ha calificado el libro con cuatro estrellas y lo considera apropiado para niños a partir de cuatro años, dándole la máxima puntuación por sus "mensajes positivos" y sus "modelos y representaciones positivas". Susie Wilde, de The News & Observer, señaló que Twiss "sabe cómo contar una historia sencilla con toques cómicos y ritmo, creando una parodia que los niños podrían disfrutar realmente", mientras que los "detalles de Keller son juguetones y dan una fuerte sensación de movimiento, que funciona bien para los dos héroes conejo que nunca quieren saltar el uno sin el otro". Katy Waldman, en The New Yorker, calificó el libro de "lleno de detalles atentos y notas de gracia poéticas que distinguen a los buenos libros para niños", al tiempo que señaló sus "golosinas subtextuales para los adultos". Kirkus Reviews califica el libro de "otro cansino cuadro político", que en realidad se dirige a personas mayores y no a la edad a la que se supone que va dirigido el libro. La reseña también señala que el libro es bueno para reírse un poco, pero no para un mensaje destinado a la inclusión. Sin embargo, Anna Fitzpatrick, de The Globe and Mail, escribió que "aunque es una parodia política descarada, también se sostiene por sí mismo como libro para niños"